# Ouniversitet-Iougra Sourgout
Maillots
Le BK Ouniversitet-Iougra Sourgout (en russe : Университет-Югра et en anglais : Universitet Yugra Surgut) est un club russe de basket-ball issu de la ville de Sourgout. Le club appartient à la Superligue de Russie soit la deuxième division du championnat russe.

## Palmarès
- Champion de Superligue B (2e division) : 2004

## Entraîneurs successifs
- 2002-? : Sergueï Olhov
- 2008-2009 :  Željko Lukajić